# Umelsdorf
Umelsdorf  ist ein in der Oberpfalz gelegenes Kirchdorf, das ein Gemeindeteil von Kastl ist.

## Lage
Der Ort befindet sich in der Region Oberpfälzer Jura und liegt in der nach Utzenhofen benannten Gemarkung. Umelsdorf selbst ist einer von 39 Ortsteilen des Marktes Kastl. Die Ortsmitte des Marktes liegt dreieinhalb Kilometer entfernt und Velburg zwölf Kilometer.

## Verkehr
Die Staatsstraße 2040 verläuft südöstlich des Ortes und ist über eine etwa eineinhalb Kilometer lange Gemeindeverbindungsstraße erreichbar.

## Kultur und Sehenswürdigkeiten

### Bauwerke

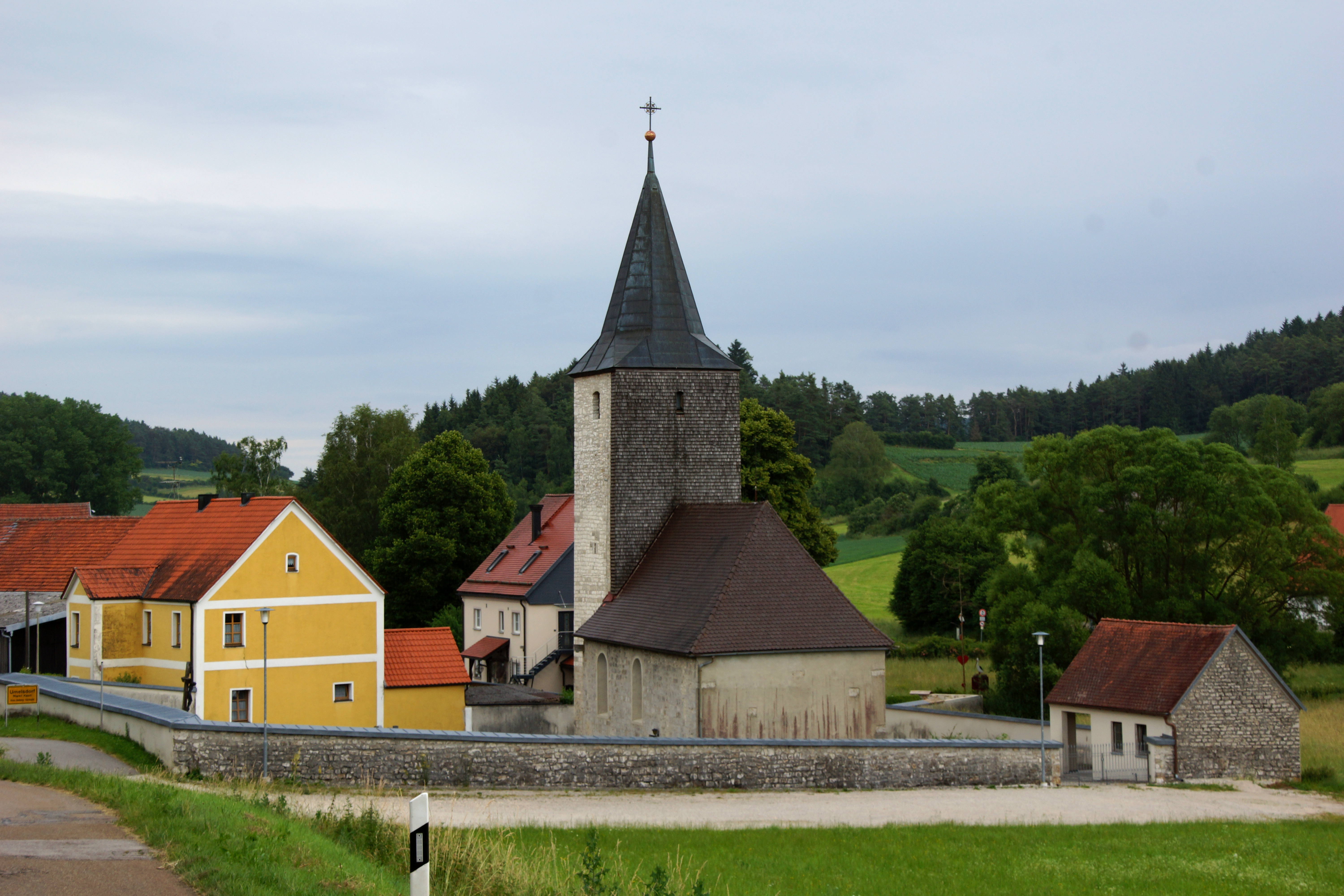
Die Kirche St. Vitus

Im Ortsbereich von Umelsdorf gibt es drei denkmalgeschützte Bauwerke, darunter die katholische Kirche St. Vitus.